# NGC 1131
NGC 1131 (другие обозначения — MCG 7-7-5, ZWG 539.125, ZWG 540.7, 5ZW 286, PGC 10964) — эллиптическая галактика (E) в созвездии Персей.
Этот объект входит в число перечисленных в оригинальной редакции «Нового общего каталога».
NGC 1131 и NGC 1130 были обнаружены как «узлы» около NGC 1129, более яркой галактики, и их координаты лишь ненамного отличаются от координат NGC 1129. В той области есть несколько других галактик, поэтому на различных сайтах были вопросы, какая из них является NGC 1131. Однако координаты галактики, которая впоследствии «стала» NGC 1131, были точно измерены смещением от NGC 1129, поэтому идентификация объекта несомненна. Однако некоторые сайты неправильно отождествляют NGC 1131 с галактикой PGC 10980.